# Sabrina, a tiniboszorkány (televíziós sorozat, 2013)
A Sabrina, a tiniboszorkány vagy Sabrina, egy tiniboszorkány titkai (eredeti cím: Sabrina: Secrets of a Teenage Witch) 2013-tól 2014-ig futott amerikai televíziós 3D-s számítógépes animációs kalandsorozat, amelynek alkotói Dan DeCarlo és George Gladir. 
Amerikában 2013. október 12-én mutatta be a Hub Network. Magyarországon 2014. július 6-án mutatta be a Disney Channel.

## Ismertető
A sorozat Sabrina, a tiniboszorkány életét követi nyomon, aki az emberek és a boszorkányok életébe próbál beilleszkedni. A suliban csak egy átlagos lány, de valójában ő a boszorkánysuli legügyesebb boszija. Rá kell jönnie, hogy nem egyszerű tini lánynak és boszinak lenni.

## Szereplők
| Szereplő         | Eredeti hang        | Magyar hang     |
| ---------------- | ------------------- | --------------- |
| Sabrina Spellmen | Ashley Tisdale      | Molnár Ilona    |
| Salem            | Ian James Corlett   | Szokol Péter    |
| Veralupa         | Tabitha St. Germain | Tamási Nikolett |
| Jessie           | Erin Mathews        | Csifó Dorina    |
| Londa            | Maryke Hendrikse    | Pupos Tímea     |
| Zanda            | Kathleen Barr       | Vámos Mónika    |
| Harvey Kinkle    | Matthew Erickson    | Molnár Levente  |
| Shinji           | James Higuchi       | Gacsal Ádám     |
| Jim              | David A. Kaye       | Baráth István   |

## Évados áttekintés
| Évad | Évad | Epizódok | Eredeti sugárzás  | Eredeti sugárzás | Magyar sugárzás | Magyar sugárzás  |
| Évad | Évad | Epizódok | Évadpremier       | Évadfinálé       | Évadpremier     | Évadfinálé       |
| ---- | ---- | -------- | ----------------- | ---------------- | --------------- | ---------------- |
|      | 1    | 26       | 2013. október 12. | 2014. június 7.  | 2014. július 6. | 2015. június 27. |

## Epizódok

### 1. évad
| #   | Eredeti cím                     | Magyar cím                    | Eredeti premier    | Magyar premier      |
| --- | ------------------------------- | ----------------------------- | ------------------ | ------------------- |
| 1.  | Dances With Werewolf            | Farkasemberrel táncoló        | 2013. október 12.  | 2014. július 6.     |
| 2.  | Scream It With Flowers          | Vonyító virágok               | 2013. október 19.  | 2014. július 13.    |
| 3.  | Ice Giant for Tea               | Ötórai jégóriás               | 2013. október 26.  | 2014. augusztus 3.  |
| 4.  | Shock Rock                      | Shock Rock                    | 2013. november 2.  | 2014. július 20.    |
| 5.  | No Time                         | Időtlenség                    | 2013. november 9.  | 2014. július 27.    |
| 6.  | Faking Up Is Hard to Do         | Problémás ámítás              | 2013. november 16. | 2014. augusztus 10. |
| 7.  | Hic! Hic! Booom!                | Hukk! Hukk! Bumm!             | 2013. november 23. | 2014. augusztus 17. |
| 8.  | Best Friends Fighting           | Jóbarátok csatája             | 2013. november 30. | 2014. augusztus 24. |
| 9.  | Return of the Werewolf          | A farkasember visszatér       | 2013. december 7.  | 2014. október 21.   |
| 10. | Creatures and Caves             | Lények és barlangok           | 2013. december 14. | 2014. október 22.   |
| 11. | See No Sabrina, Hear No Sabrina | Sabrina-nak se híre, se hamva | 2013. december 28. | 2014. október 23.   |
| 12. | Hurry Scurry                    | Sürgés forgás                 | 2014. január 4.    | 2015. január 5.     |
| 13. | Ultra-Stitious                  | Babona mánia                  | 2014. január 11.   | 2015. január 7.     |
| 14. | Sabrina the Troll Princess      | Sabrina, a troll hercegnő     | 2014. március 15.  | 2014. október 24.   |
| 15. | Baby-Witching                   | Elbűvölő baba                 | 2014. március 22.  | 2015. január 9.     |
| 16. | Night Pests                     | Éjjeli kártevő                | 2014. március 29.  | 2015. január 6.     |
| 17. | A Renewed Sense of Magic        | Megújult varázserő            | 2014. április 5.   | 2015. június 26.    |
| 18. | Super-Brina                     | Szuper Brina                  | 2014. április 12.  | 2015. január 14.    |
| 19. | Home Sweet Home                 | Otthon édes otthon            | 2014. április 19.  | 2015. január 13.    |
| 20. | Now You See It...               | Szemfényvesztés               | 2014. április 26.  | 2015. január 8.     |
| 21. | Magic No More                   | Apadó varázserő               | 2014. május 3.     | 2015. január 15.    |
| 22. | What a Ride!                    | Robogóháton                   | 2014. május 10.    | 2015. január 12.    |
| 23. | Who Let the Cat Out?            | Ki engedte ki a cicát?        | 2014. május 17.    | 2015. január 16.    |
| 24. | Chariots of Fear                | A félelem szekere             | 2014. május 24.    | 2014. augusztus 31. |
| 25. | Careful What You Witch For      | Vigyázz mit kívánsz           | 2014. május 31.    | 2015. június 27.    |
| 26. | Spella!                         | Spella!                       | 2014. június 7.    | 2015. június 27.    |